# Fredrikstad Fotballklubb
El Fredrikstad Fotballklubb (FFK) és un club noruec de futbol de la ciutat de Fredrikstad.

## Història
El Fredrikstad Fotballklubb va ser fundat el 7 d'abril de 1903. Va ser el primer equip noruec dedicat exclusivament al futbol (altres clubs més antics també es dedicaven a altres esports com l'esquí o l'atletisme). El club destacà principalment en el període que va entre els anys 1930 i 1960, on fou el primer club noruec per títols assolits.
Pel que fa als colors, els primers anys el club els canvià sovint. Començà amb samarreta blava i blanca amb pantalons negres, samarreta blanca i pantalons negres (1905), uniforme verd i blanc (1910). Finalment, després d'un partit a la ciutat entre les seleccions de Noruega i Polònia el 1926, el club es decidí pels colors de la selecció polonesa (blanc i vermell).
L'antic Fredrikstad Stadion fou inaugurat el 1914. L'any 2007 construí el seu nou estadi (Nye Fredrikstad Stadion).

## Jugadors destacats
- 1900s: Reidar Bergh (1903), Leif Eriksen (1903), Theodor Hansen (1903), Gustav "Gusten" Eden (1908)
- 1910s: Einar Wilhelms (1916)
- 1920s: Arne Børresen (1927), Egil Brenna Lund (1927), Sten Moe (1927)
- 1930s: Arne Ileby (1933), Knut Brynhildsen (1934), Bjørn Spydevold (1939)
- 1940s: Erik Holmberg (1946), Henry Johannessen (1946), Willy Olsen (1946), Aage Spydevold (1948)
- 1950s: Arne Pedersen (1950), Odd Aas (1951), Lloyd Pettersen (1951), Bjørn Borgen (1955), Per Kristoffersen (1956)
- 1960s: Terje Høili (1962), Knut Spydevold (1966), Jan Fuglset (1967)
- 1970s: Reidar Lund (1972), Per Egil Ahlsen (1976)
- 1980s: Kai Erik Herlovsen (1980), Vidar Hansen (1981), Atle Kristoffersen (1982)
- 2000s: Roger Risholt (2002), Markus Ringberg (2002), Tor Trondsen (2002), Simen Brenne (2004), Dagfinn Enerly (2004)

## Palmarès
- Lliga noruega de futbol (9): 1937-38, 1938-39, 1948-49, 1950-51, 1951-52, 1953-54, 1956-57, 1959-60, 1960-61
- Copa noruega de futbol (11): 1932, 1935, 1936, 1938, 1940, 1950, 1957, 1961, 1966, 1984, 2006
- Copa Costa Blanca: 2006